# Dragojevići
Dragojevići (cyr. Драгојевићи) – wieś w Bośni i Hercegowinie, w Republice Serbskiej, w gminie Foča. W 2013 roku liczyła 131 mieszkańców.